# Jaskinia Oblica
Jaskinia Oblica este o arie protejată (sit de importanță comunitară — SCI) din Polonia întinsă pe o suprafață de 0,52 ha, integral pe uscat.

## Localizare
Centrul sitului Jaskinia Oblica este situat la coordonatele 49°39′24″N 19°38′00″E / 49.6568°N 19.6333°E.

## Înființare
Situl Jaskinia Oblica a fost declarat sit de importanță comunitară în ianuarie 2021 pentru a proteja 2 specii de animale.

## Biodiversitate
Situată în ecoregiunea alpină, aria protejată conține 1 habitat natural: Peșteri inaccesibile publicului.
La baza desemnării sitului se află mai multe specii protejate de  mamifere (2): liliac cărămiziu (Myotis emarginatus), liliac comun (Myotis myotis).